# Aéroport international Indira-Gandhi
Pour les articles homonymes, voir DEL et IGI.
L'aéroport international Indira-Gandhi (anglais : Indira Gandhi International Airport ou IGI, hindi : इंदिरा गांधी अन्तर्राष्ट्रीय विमानक्षेत्र) (code IATA : DEL • code OACI : VIDP) est le principal aéroport de la région de Delhi en Inde. Nommé en hommage à l'ancienne Première ministre Indira Gandhi, il est le premier aéroport indien en nombre de voyageurs depuis 2009 et de fret depuis 2015, devant l'aéroport de Bombay.

## Situation
| \| 300 km1:23 714 000 \| Delhi Bombay Madras Bangalore Calcutta Hyderabad Cochin Ahmedabad Goa Pune Thiruvananthapuram Calicut Lucknow Guwahati Srinagar Jaipur Bhubaneswar Coimbatore Nagpur Indore Mangalore Visakhapatnam Patna Amritsar Chandigarh Tiruchirappalli Jammu Raipur Bénarès Agartala Port Blair Vadodara Imphal Bagdogra Madurai Bhopal Ranchi Aurangabad Udaipur Leh Tirupati Rajkot Jodhpur Dehradun Dibrugarh Silchar Gaya Cannanore Vijayawada Surate Durgapur Jamnagar Belagavi Hubli-Dharwad Khajurâho Nanded Aizawl Dimapur Agra Bathinda Gwalior Gorakhpur Hindon |
| 300 km1:23 714 000 |

L'aéroport est situé à Palam, dans le Sud-Ouest de Delhi, à 16 km du centre-ville de New Delhi,. Précédemment géré par la Force aérienne indienne, l'aéroport appartient désormais l'Autorité aéroportuaire de l'Inde et il est géré par Delhi International Airport Limited depuis mai 2006,. L'ouverture du terminal 3 en 2010 en a fait le plus important hub aérien d'Asie du Sud avec une capacité de 40 millions de passagers.

## Modernisation et expansion
L'aéroport de Delhi a subi une grande mise à niveau par Fraport, autorité aéroportuaire de l'Inde, Eraman Malaysia, et GMR Infrastructure ont obtenu le contrat pour superviser et construire l'aéroport sur une période de 35 ans. Les terminaux 1A et 2 ont été rénovés avec des nouvelles toilettes, plafonds, secteurs de départs et les derniers équipements de sécurité.
Les entreprises ont également construit un nouveau terminal dans l'aéroport international Indira Gandhi. Ce terminal approvisionnera aux passagers des vols intérieurs et internationaux, jusqu'à ce que la deuxième phase de la construction soit finie, qui inclura une nouvelle restauration du terminal additionnelle, qui est exclusivement pour des vols internationaux. Le terminal 3 a été construit sur le lieu des terminaux déjà existants. Conçu par HOK et avec Mott MacDonald, ce nouveau terminal est un bâtiment à deux niveaux, la zone d'arrivée étant au niveau inférieur, et la zone des départs se situant au-dessus. Ce terminal possède plus de 160 comptoirs d'enregistrement, 74 aérobridges, 30 places de stationnement, 72 comptoirs d'immigration, 15 zones à écran de rayon X, boutique hors taxes et d'autres dispositifs,. Plus de 90 % des passagers utilisent désormais ce terminal. Ce nouveau terminal a été ouvert pour les Jeux du Commonwealth de 2010 à Delhi le 14 juillet 2010) et sera relié à Delhi par une autoroute de huit voies (autoroute nationale 8), et le système de transport de masse de Rapide de Delhi. Le terminal 3 a une capacité de plus de 35 millions de passagers par an.
En septembre 2008 a été inaugurée une piste de 4,43 km, une des plus longues pistes opérationnelles en Asie. La piste permettra d'augmenter le nombre de vols par heure de l'aéroport; il passera à 70 vols au lieu des 34-40 vols actuels par heure.
Le terminal 3 forme la première phase de l'expansion de l'aéroport dans lequel il y aura un bâtiment en forme de U qui sera développé d'une façon modulaire. Depuis 2010, tous les porteurs domestiques et de service international opèrent à partir de ce terminal, alors que le terminal 1 est consacré aux vols low-cost. Aux étapes suivantes, les porteurs de bas prix se déplaceront également au nouveau terminal.
Les terminaux 4 et 5 seront établis ultérieurement, et une fois accompli, tous les vols internationaux se déplaceront à ces deux nouveaux terminaux, alors que le terminal 3 sera seulement utilisé pour traiter le trafic aérien intérieur. Un nouveau bâtiment de manutention pour les cargos est également prévu. Selon l'aéroport international de Delhi limited, ces nouveaux terminaux coûteront approximativement, 7,5 milliards de dollars (US$) et apporteront à l'aéroport une capacité annuelle de 100 millions de passagers.

## Aérogares

Plan d'aéroport

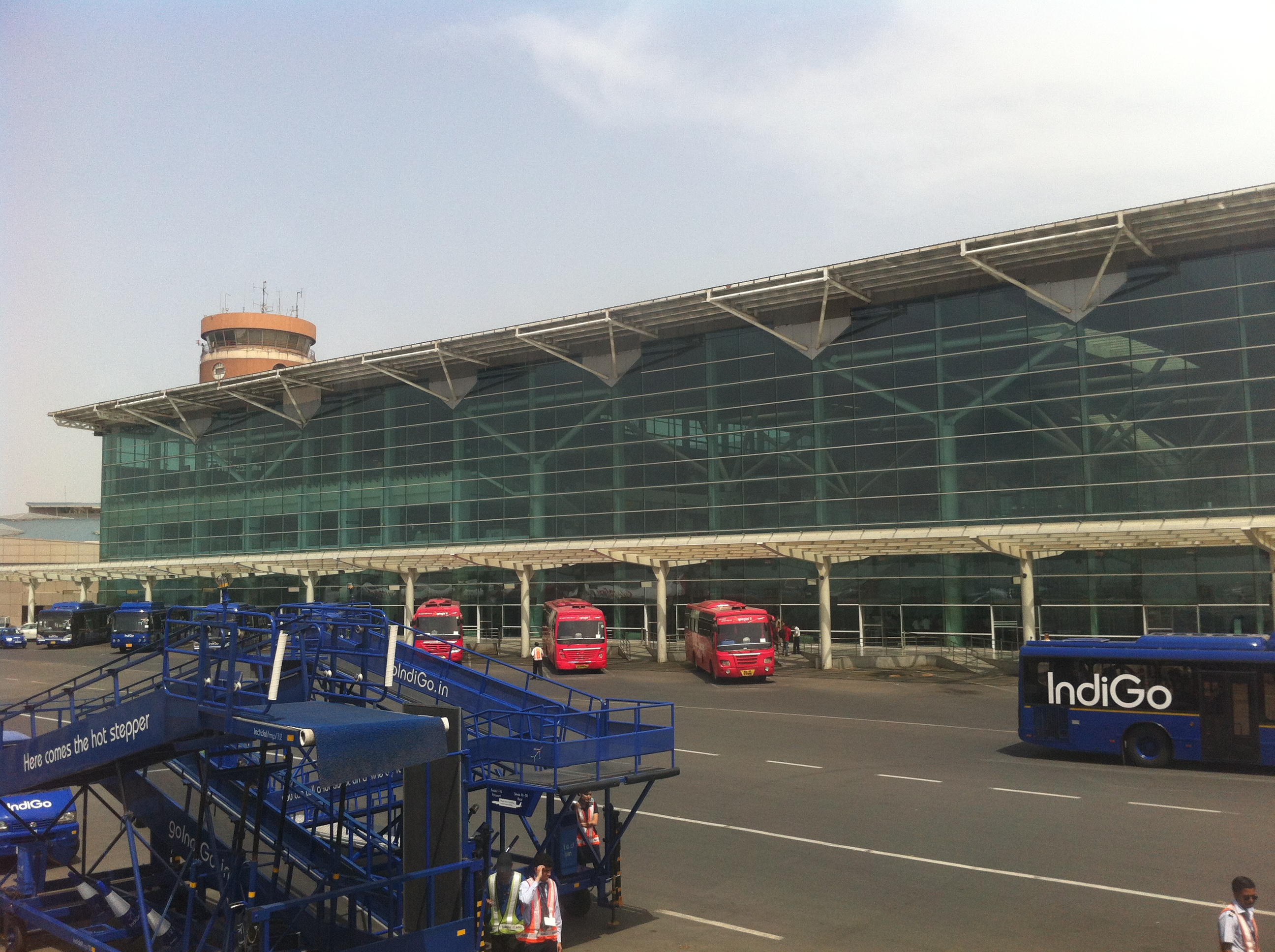
Terminal 1D.

L'aéroport international Indira-Gandhi est un important hub pour plusieurs compagnies indiennes, notamment Air India, Air India Regional, IndiGo, SpiceJet, GoAir et Vistara. Environ 80 compagnies desservent l'aéroport.

### Terminal 1

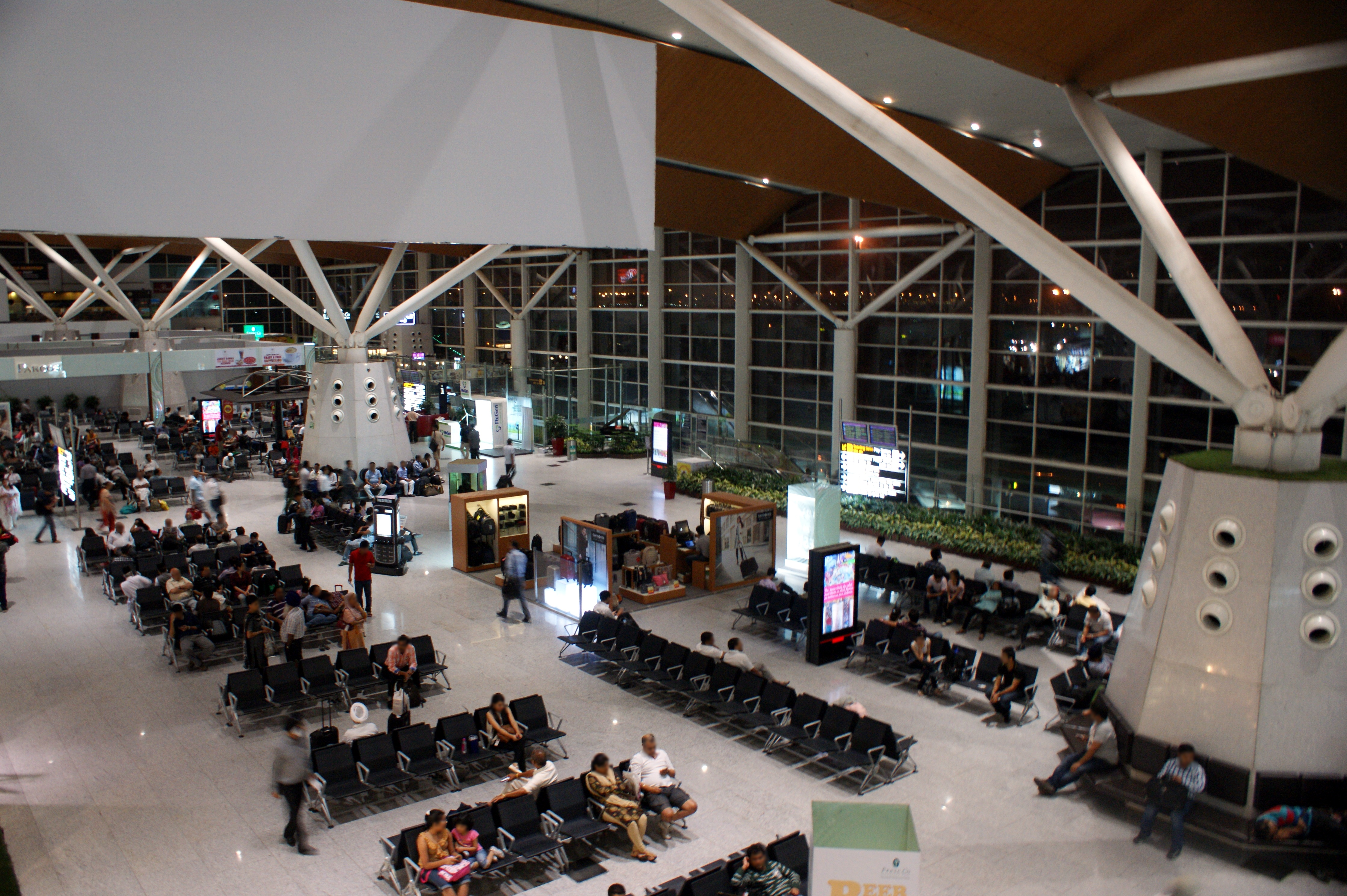
Intérieur de l'aérogare des vols intérieurs.

Le terminal 1 est actuellement utilisé par les compagnies low cost IndiGo, SpiceJet and GoAir :
- Le terminal 1A a été construit au début des années 1990 pour Indian Airlines. Il a dû être rénové après un incendie. Air India Regional utilisait ce terminal jusqu'au transfert de ses activités au terminal 3 en 2010. Ce terminal est désormais fermé et devrait être détruit à la réalisation de nouvelles aérogares.
- Le terminal 1C n'est utilisé que pour les arrivées des vols intérieurs.
- Le terminal 1D a été récemment construit comme aérogare de départ pour les vols intérieurs, avec une surface de 35 000 m2 et une capacité de 10 millionsde passagers par an. Il a ouvert le 15 avril 2009.

### Terminal 2
Le terminal 2 a ouvert le 1er mai 1986 et était utilisé jusqu'en juillet 2010 pour les vols internationaux. Il est actuellement fermé la majeure partie de l'année et est utilisé pour des opérations spéciales. DIAL prévoit de transférer les vols intérieurs de SpiceJet andetGoAir vers le terminal 2 afin de rénover le terminal 1.

### Terminal 3

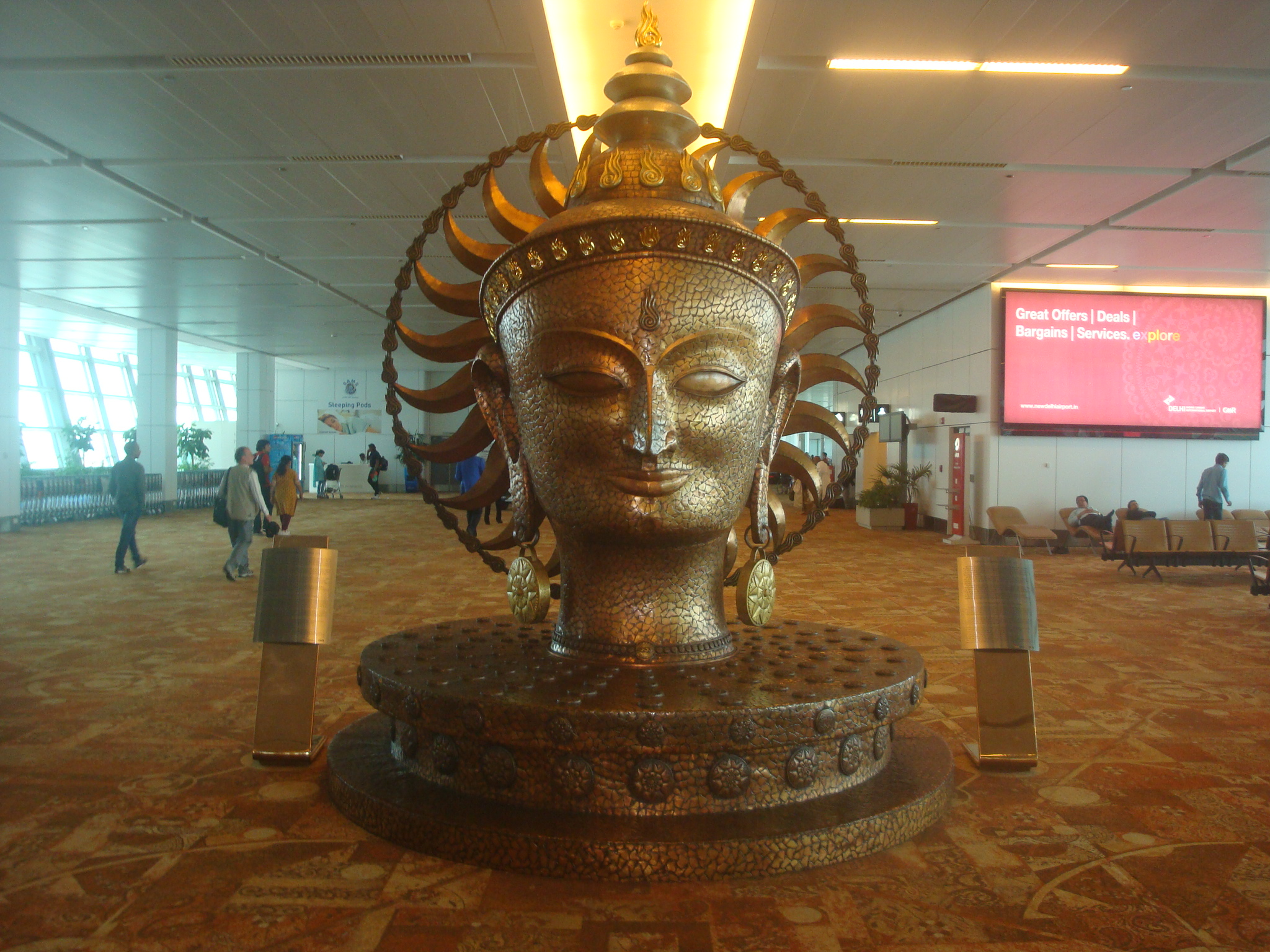
Statue The Sun God dans le terminal 3.

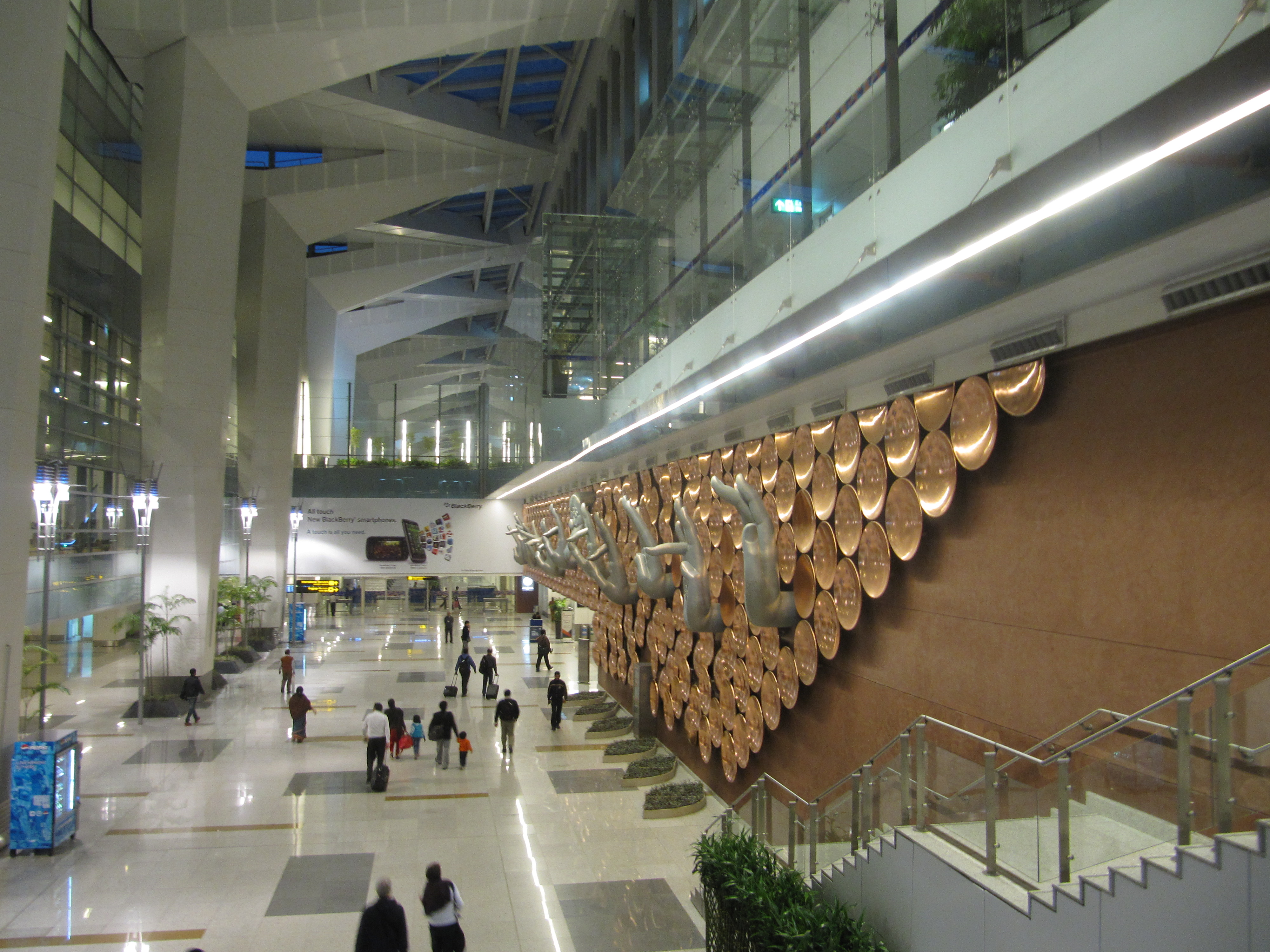
Intérieur du terminal 3.

Le terminal 3 est un édifice à deux étages couvrant 8,1 ha dessiné par la firme HOK et Mott MacDonald, et inauguré le 3 juillet 2010. L'étage du bas est consacré aux arrivées et celui du haut aux départs,.
Toutes les compagnies internationales ont transféré leurs activités vers le terminal 3 à la fin juillet 2010 ainsi que toutes compagnies intérieures en novembre 2010.

### Futurs terminaux
La construction des terminaux 4, 5 et 6 est planifié pour une phase ultérieure, en fonction des nécessités créées par l'augmentation du trafic. Tous les vols internationaux seront alors transférés vers ces terminaux et le terminal 3 utilisé pour les vols intérieurs. Un nouveau bâtiment destiné au fret est également planifié. Ces expansions devraient permettre à l'aéroport d'atteindre une capacité annuelle de 100 millions de voyageurs.

### Fret
Le terminal fret est situé à 1 km du terminal 3.

## Statistiques
Le graphique qui aurait dû être présenté ici ne peut pas être affiché car il utilise l'ancienne extension Graph, désactivée pour des questions de sécurité. Des indications pour créer un nouveau graphique avec la nouvelle extension Chart sont disponibles ici.

Voir la requête brute et les sources sur Wikidata.

### Zoom sur l'impact du covid de 2019-2020
Le graphique qui aurait dû être présenté ici ne peut pas être affiché car il utilise l'ancienne extension Graph, désactivée pour des questions de sécurité. Des indications pour créer un nouveau graphique avec la nouvelle extension Chart sont disponibles ici.

Voir la requête brute et les sources sur Wikidata.

## Compagnie aériennes et destinations desservies

### Passagers
| Compagnies                    | Destinations |
| ----------------------------- | --- |
| Aeroflot                      | Moscou Chérémétiévo |
| Air Arabia                    | Charjah |
| AirAsia X                     | Kuala Lumpur |
| Air Astana                    | Almaty |
| Air Canada                    | Montréal (P.-E.-Trudeau), Toronto (Pearson) En saison : Calgary, Londres-Heathrow |
| Air France                    | Paris-Charles de Gaulle |
| Air India                     | - Ahmedabad-Sardar-Vallabhbhai-Patel, - Amritsar-Guru-Ram-Das, - Amsterdam, - Aurangabad, - Bangalore-Kempegowda, - Bangkok-Suvarnabhumi, - Bhopal-Raja Bhoj, - Bhubaneswar-Biju Patnaik, - Birmingham, - Bombay-Chhatrapati-Shivaji, - Calcutta-N. S. C. Bose, - Chandigarh, - Chicago-O'Hare, - Cochin, - Coimbatore, - Colombo-Bandaranaike, - Copenhague-Kastrup, - Dacca-Shah Jalal, - Dammam-roi Fahd, - Dehradun, - Dibrugarh, - Djeddah - Roi-Abdelaziz, - Doha-Hamad, - Dubaï, - Francfort, - Goa-Dabolim, - Goa-Mopa (en), - Guwāhāti, - Hô Chi Minh Ville (Tân Sơn Nhất), - Hong Kong, - Hyderabad-R. Gandhi, - Imphāl, - Indore, - Jammu, - Jodhpur, - Katmandou-Tribhuvan, - Kuala Lumpur, - Leh, - Londres-Heathrow, - Lucknow-Amausi, - Madras (Chennai), - Malé Velana, - Manama-Bahreïn, - Melbourne-Tullamarine, - Milan-Malpensa, - Mascate, - Nairobi-J. Kenyatta, - Newark-Liberty, - New York-John F. Kennedy, - Paris-Charles de Gaulle, - Patna, - Phuket, - Port Blair, - Pune, - Raipur, - Rajkot (en), - Rangoun (Yangon), - Riyad-roi Khaled, - San Francisco, - Séoul-Incheon, - Bagdogra, - Singapour-Changi, - Srinagar, - Sydney-K. Smith, - Tel Aviv - Ben Gourion, - Tirupati, - Trivandrum, - Tokyo-Narita, - Toronto (Pearson), - Udaipur, - Vadodara, - Vancouver, - Varanasi (Bénarès)-Lal Bahadur Shastri, - Vienne-Schwechat, - Vijayawada, - Vishakhapatnam, - Washington-Dulles, - Zurich |
| Air India Express             | - Ayodhya (en), - Bangalore-Kempegowda, - Bhubaneswar-Biju Patnaik, - Bombay-Chhatrapati-Shivaji, - Charjah, - Cochin, - Dammam-roi Fahd, - Goa-Dabolim, - Guwāhāti, - Gwalior (en), - Imphāl, - Jaipur, - Lucknow-Amausi, - Manama-Bahreïn, - Pune, - Ranchi, - Bagdogra, - Srinagar, - Surat |
| Air Mauritius                 | Maurice-Sir Seewoosagur Ramgoolam |
| Akasa Air                     | - Ahmedabad-Sardar-Vallabhbhai-Patel, - Ayodhya (en), - Bangalore-Kempegowda, - Bombay-Chhatrapati-Shivaji, - Goa-Mopa (en), - Gorakhpur (en), - Hyderabad-R. Gandhi, - Pune |
| Alliance Air                  | - Amritsar-Guru-Ram-Das, - Bareli (en), - Bhatinda, - Nal-Bîkâner (en), - Bilaspur, - Chandigarh, - Dehradun, - Dharamsala (en), - Gorakhpur (en), - Indore, - Jabalpur (en), - Houston (Greenway Plaza Heliport), - Jaipur, - Jammu, - Kulu (en), - Allahabad (en), - Shimla (en), - Udaipur En saison : Jaisalmer |
| All Nippon Airways            | Tokyo-Haneda |
| American Airlines             | New York-John F. Kennedy |
| Ariana Afghan Airlines        | Kaboul |
| Azerbaijan Airlines           | Bakou-H. Aliyev |
| Batik Air Malaysia            | Kuala Lumpur |
| Belavia                       | Minsk |
| Bhutan Airlines               | Katmandou-Tribhuvan, Paro |
| Biman Bangladesh Airlines     | Dacca-Shah Jalal |
| British Airways               | Londres-Heathrow |
| Cambodia Angkor Air           | Phnom Penh |
| Cathay Pacific                | Hong Kong |
| Drukair                       | Paro |
| EgyptAir                      | Le Caire |
| El Al                         | Tel Aviv - Ben Gourion |
| Emirates                      | Dubaï |
| Ethiopian Airlines            | Addis-Abeba Bole |
| Etihad Airways                | Abou Dabi |
| Finnair                       | Helsinki-Vantaa |
| Fly Baghdad                   | En saison : Bagdad, Nadjaf |
| FlyArystan                    | Almaty En saison : Chimkent |
| flydubai                      | Dubaï |
| Flynas                        | Riyad-roi Khaled |
| Gulf Air                      | Manama-Bahreïn |
| IndiGo,                       | - Abou Dabi, - Agartala, - Ahmedabad-Sardar-Vallabhbhai-Patel, - Aizawl, - Almaty, - Amritsar-Guru-Ram-Das, - Aurangabad, - Ayodhya (en), - Bakou-H. Aliyev, - Bangalore-Kempegowda, - Bangkok-Suvarnabhumi, - Belgaum, - Bhopal-Raja Bhoj, - Bhubaneswar-Biju Patnaik, - Bombay-Chhatrapati-Shivaji, - Calcutta-N. S. C. Bose, - Chandigarh, - Charjah, - Cochin, - Coimbatore, - Colombo-Bandaranaike, - Dacca-Shah Jalal, - Dammam-roi Fahd, - Dehradun, - Deoghar (en), - Dharamsala (en), - Dibrugarh, - Dimapur, - Djeddah - Roi-Abdelaziz, - Doha-Hamad, - Dubaï, - Durgapur, - Gaya, - Goa-Dabolim, - Goa-Mopa (en), - Gorakhpur (en), - Guwāhāti, - Hong Kong, - Hubli, - Hyderabad-R. Gandhi, - Imphāl, - Indore, - Istanbul, - Itanagar (en), - Jabalpur (en), - Jaipur, - Jaisalmer, - Jammu, - Jharsuguda (en), - Jodhpur, - Jorhat, - Kanpur (en), - Katmandou-Tribhuvan, - Khajurâho (en), - Kozhikode-Calicut, - Koweït, - Leh, - Lucknow-Amausi, - Madras (Chennai), - Madurai, - Malé Velana, - Mangalore, - Nagpur, - Nashik, - Pantnagar (en), - Patna, - Phuket, - Port Blair, - Allahabad (en), - Pune, - Raipur, - Rajkot (en), - Ranchi, - Riyad-roi Khaled, - Silchar, - Bagdogra, - Singapour-Changi, - Srinagar, - Surat, - Tachkent, - Tbilissi-C. Roustavéli, - Tirupati, - Trivandrum, - Udaipur, - Vadodara, - Varanasi (Bénarès)-Lal Bahadur Shastri, - Vijayawada, - Vishakhapatnam                |
| Iraqi Airways                 | Bagdad, Bassorah |
| ITA Airways                   | Rome Léonard-de-Vinci/Fiumicino |
| Japan Airlines                | Tokyo-Haneda |
| Jazeera Airways               | Koweït |
| Kam Air                       | Kaboul |
| KLM                           | Amsterdam |
| Korean Air                    | Séoul-Incheon |
| Kuwait Airways                | Koweït |
| LOT Polish Airlines           | Varsovie-Chopin |
| Lufthansa                     | Francfort, Munich-F. J. Strauß |
| Mahan Air                     | Téhéran-Imam-Khomeini |
| Malaysia Airlines             | Kuala Lumpur |
| Myanmar Airways International | Rangoun (Yangon) |
| Nepal Airlines                | Katmandou-Tribhuvan |
| Oman Air                      | Mascate |
| Qantas                        | Melbourne-Tullamarine |
| Qatar Airways                 | Doha-Hamad |
| SalamAir                      | Mascate |
| Saudia                        | Djeddah - Roi-Abdelaziz, Riyad-roi Khaled |
| Singapore Airlines            | Singapour-Changi |
| Somon Air                     | Douchanbé |
| SpiceJet                      | - Ahmedabad-Sardar-Vallabhbhai-Patel, - Amritsar-Guru-Ram-Das, - Ayodhya (en), - Bangalore-Kempegowda, - Bangkok-Suvarnabhumi, - Bombay-Chhatrapati-Shivaji, - Calcutta-N. S. C. Bose, - Darbhanga (en), - Dharamsala (en), - Djeddah - Roi-Abdelaziz, - Dubaï, - Goa-Mopa (en), - Guwāhāti, - Hyderabad-R. Gandhi, - Jabalpur (en), - Jaisalmer, - Jammu, - Kandla (en), - Khajurâho (en), - Kushinagar (en), - Leh, - Pakyong (en), - Patna, - Phuket, - Pune, - Shillong (en), - Shirdi Airport (en), - Bagdogra, - Srinagar, - Varanasi (Bénarès)-Lal Bahadur Shastri En saison : Jodhpur, Udaipur |
| SriLankan Airlines            | Colombo-Bandaranaike |
| Swiss International Air Lines | Zurich |
| Thai Airways International    | Bangkok-Suvarnabhumi |
| Turkish Airlines              | Istanbul |
| Turkmenistan Airlines         | Achgabat |
| United Airlines               | Chicago-O'Hare, Newark-Liberty |
| Uzbekistan Airways            | Tachkent |
| Vietjet Air                   | Hanoï-Nội Bài, Hô Chi Minh Ville (Tân Sơn Nhất) En saison : Đà Nẵng, Phú Quốc |
| Vietnam Airlines              | Hanoï-Nội Bài, Hô Chi Minh Ville (Tân Sơn Nhất) |
| Virgin Atlantic               | Londres-Heathrow |

Édité le 22/01/2024  Actualisé le 10/10/2024

## Terminaux de fret
- Air India Cargo
- AeroLogic
- Atlant-Soyuz Airlines
- British Airways World Cargo
- Blue Dart Aviation
- Cathay Pacific
- Crescent Air Cargo (en)
- Deccan 360
- DHL Express
- EVA Air Cargo
- FedEx Express
- Flyington Freighters
- Jade Cargo International (en)
- Lufthansa Cargo
- Singapore Airlines Cargo